# Nokia Lumia 925

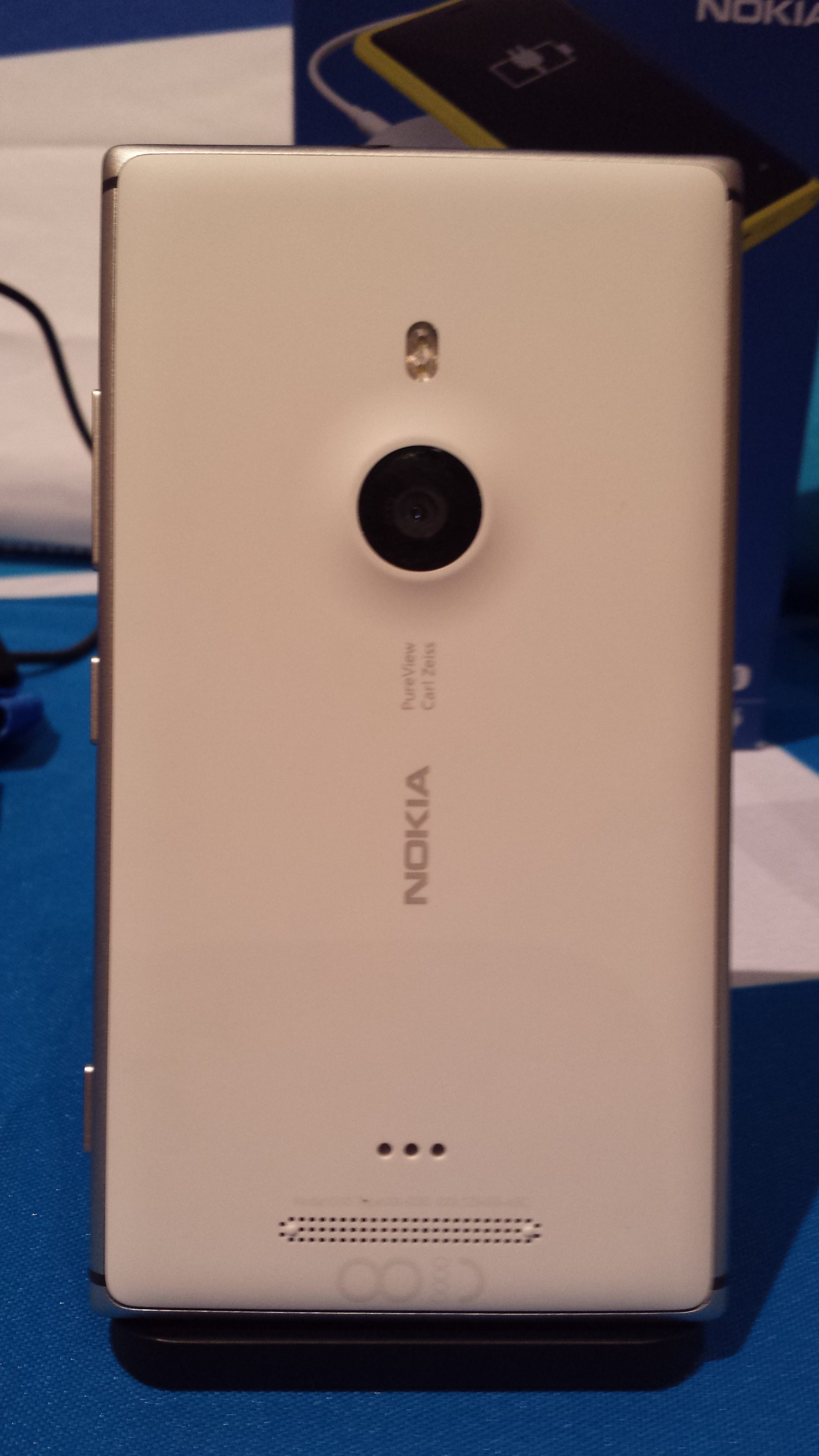
Retro del Nokia Lumia 925

Il Nokia Lumia 925 è uno smartphone di fascia alta prodotto da Nokia che fa parte della serie Lumia.

## Storia
È stato annunciato il 14 maggio 2013 ed immesso sul mercato a giugno 2013.

## Novità
Il terminale costituisce una nuova interpretazione del modello di punta Nokia Lumia 920. Più leggero e sottile, presenta una scocca in alluminio satinato ed un comparto fotografico potenziato, con uno stabilizzatore meccanico ed il supporto di 6 lenti Carl Zeiss, per foto e video perfette anche in condizioni di scarsa luce e instabilità.

## Dettagli
Il giorno 15 luglio è stato messo in commercio in primis per dispositivi no brand, Vodafone e 3 Italia il nuovo sistema operativo Microsoft Windows Phone 8.1.
Nokia Lumia 925 introduce per la prima volta l'uso del metallo nella gamma Nokia Lumia. Il retro della scocca in policarbonato è disponibile nei colori bianco, grigio o nero. Una cover di ricarica wireless può essere agganciata al retro del dispositivo per sfruttare la gamma di accessori di ricarica wireless Nokia.
Sono inoltre presenti tutte le applicazioni di Nokia, come la suite di localizzazione e navigazione integrati HERE DRIVE+ che permette la navigazione pedonale ed in auto anche in modalità offline, e Nokia Music per l'ascolto in streaming illimitato di playlist musicali gratuite.
La famiglia di smartphone Nokia Lumia permette di visualizzare, modificare, creare e condividere senza problemi i documenti di Microsoft Office. Sono disponibili gratuitamente e già preinstallati sul Lumia 925 i programmi Word, Excel, PowerPoint. Presente inoltre uno dei migliori client email per smartphone, i calendari condivisi con Microsoft for Exchange e OneNote per gestire al meglio gli appunti.
Grazie a Windows Phone 8.1 è possibile personalizzare il Nokia Lumia 925, organizzando le applicazioni da avere nella schermata iniziale grazie alle Live Tiles. Le Live Tile consentono di ricevere informazioni in tempo reale dalle applicazioni installate.
Presenti inoltre filtri digitali: Smart Shoot è la funzionalità che permette di fare più scatti con un solo clic e di modificare le immagini per avere la foto perfetta. La modalità Panorama permette invece di scattare foto in modalità panoramica, particolarmente utile per i paesaggi.
Il display del Lumia 925 è di tipo Amoled e super sensibile, è utilizzabile anche con i guanti.

## Caratteristiche e applicazioni
- Super Sensitive Touch per utilizzare lo smartphone Nokia Lumia 925 anche con guanti e con unghie.
- ClearBlack Display che ne permette l'utilizzo anche sotto la luce diretta del sole.
- Fotocamera posteriore: di 8,7 megapixel con autofocus e dual flash LED e le esclusive lenti Carl Zeiss di Nokia per una cattura del dettaglio migliore, anche con scarsa luminosità riducendo gli effetti delle aberrazioni cromatiche. Specifiche fotocamera: apertura f/2.0, lunghezza focale 26[mm], dimensione sensore 1/3". I tempi di scatto, iso, uso flash, bilanciamento del bianco e messa a fuoco sono personalizzabili tramite l'app Nokia Camera
- Ampio display da 4,5 pollici.

Molte sono inoltre le applicazioni esclusive sviluppate da Nokia:
- HERE Maps sviluppata da Nokia che permette l'utilizzo delle mappe anche in modalità offline e ti aiuta a scegliere facilmente il miglior percorso per raggiungere la tua destinazione, suggerendoti anche in che modo arrivarci, se a piedi, in auto o con un mezzo pubblico attraverso HERE Drive o HERE Transport.
- Foto Effetto Cinema che aggiunge movimenti alle immagini statiche.
- Nokia Musica con Mix Radio che permette di ascoltare e scaricare gratuitamente oltre 150 mix playlist già disponibili oppure di crearne di personalizzate.
- Smart Shoot, che consente di creare la foto di gruppo perfetta, catturando immagini multiple e selezionando le migliori espressioni del viso.
- PhotoBeamer con cui è possibile far diventare il proprio Lumia un proiettore portatile.[2]
- Nokia Place Tag per far diventare le proprie immagini delle cartoline elettroniche con informazioni quali meteo, luogo, etc.
- Creazione Suoneria per personalizzare la suoneria del proprio smartphone.[1]

## Caratteristiche tecniche[3]

### Display
Tipologia: AMOLED con tecnologia Super Sensitive Touch per utilizzare lo smartphone anche con i guanti e vetro super resistente Gorilla Glass, multi-touch capacitivo.

Dimensioni: 4,5"

Risoluzione: 1280 x 768
Pixel per pollice: 334 ppi
Caratteristiche schermo: PureMotion HD+, ClearBlack Display per neri più profondi e una migliore visualizzazione dello schermo anche sotto la luce diretta del sole, Controllo automatico della luminosità per il risparmio energetico, 
Sensore di orientamento, Modalità alta luminosità, Velocità di aggiornamento 60 Hz, Vetro Corning® Gorilla®, Display Nokia Glance, Profilo
cromatico Lumia, Angolo di visualizzazione ampio, Leggibilità alla luce solare potenziata.

### Fotocamera
Dimensione sensore fotocamera principale: 8,7 MP PureView con Flash Dual LED
Videocamera secondaria: Registrazione video, Acquisizione immagini fisse, Videochiamata, Grandangolo HD da 1,2 MP.

### Dimensioni e massa
Altezza: 129 mm

Larghezza: 70.6 mm

Spessore: 8,5mm

Massa: 139g

## Recensioni
Telefonino.net
HdBlog.it
Ciao.it
TestFreaks.it
InsideHardware.it

## Problemi
Ci sono rapporti da parte degli utenti T-Mobile USA avvertono i loro telefoni di essere instabile e riavviare in modo casuale, poi risolti grazie ad un aggiornamento.
Processi bloccati in background possono portare a scarsa durata della batteria.